# Phare de Stony Point
Le phare de Stony Point (en anglais : Stony Point Light) est un phare actif situé au bord du fleuve Hudson, sur le Stony Point Battlefield (en) à Stony Point, dans le Comté de Rockland (État de New York).
Il est inscrit au Registre national des lieux historiques depuis le 29 mai 1979 .

## Histoire
Le phare a été construit en 1826 par Thomas Phillips pour avertir les navires des dangers des rochers de la péninsule de Stony Point. L’achèvement du Canal Érié l’année précédente, qui reliait la ville de New York au cœur de l’Amérique, augmentait considérablement le trafic sur le fleuve Hudson et nécessitait des aides à la navigation.
Sa conception est une pyramide octogonale entièrement en pierre. En service depuis près de 100 ans, le phare a eu divers gardiens, notamment la famille Rose. La William H. Rose House (en) est également inscrite au registre historique.
Le phare a été mis hors service en 1925 et acquis par la commission des parcs en 1941. Le 7 octobre 1995, la restauration était terminée et la lumière fut réactivée. Il a été équipé d'une lentille de Fresnel prêtée par l'Hudson River Maritime Museum. Cette lumière automatique, fonctionne à l'énergie solaire. Le phare est ouvert au public d'avril à octobre, du mercredi au dimanche..

### Préservation
Grâce aux efforts du lieu historique national du champ de bataille de Stony Point, de la Palisades Interstate Park Commission (en) et du bureau des parcs, des loisirs et de la préservation historique de l'État de New York, la restauration du phare a commencé en 1986. L'extérieur a été réparé et repeint, puis la lanterne a été rajeunie.

## Description
Le phare  est une tour octogonale en pierre de champ avec galerie et lanterne de 9 m de haut. La tour est peinte en blanc et la lanterne est noire. Son feu à occultations émet, à une hauteur focale de 54 m, un éclat blanc par période de 4 secondes. Sa portée n'est pas connue. Il est équipé d'une cloche de brouillard.
Identifiant : ARLHS : USA-923 ; USCG : 1-37895 - Admiralty : J1138.6 .

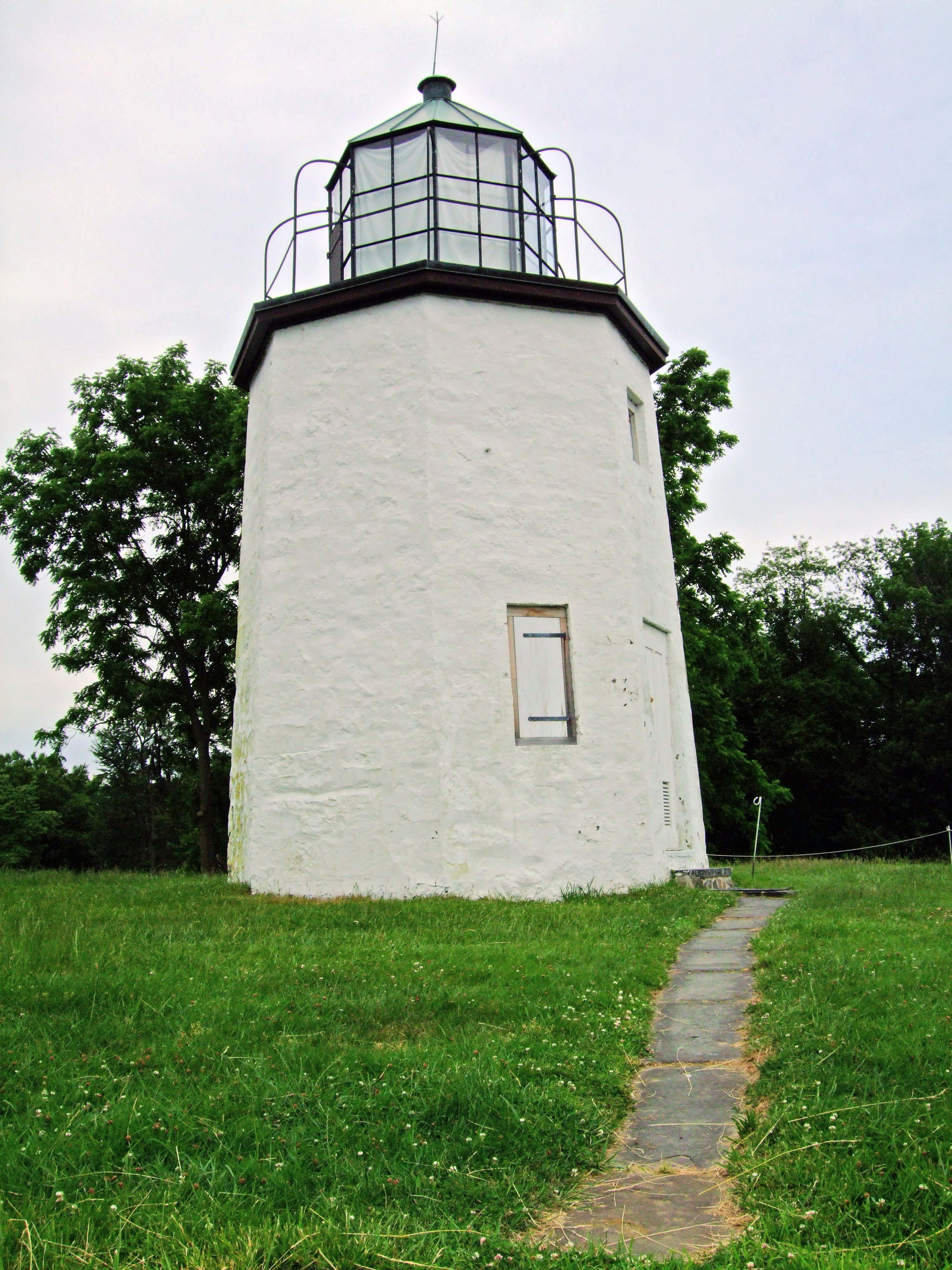
Le phare
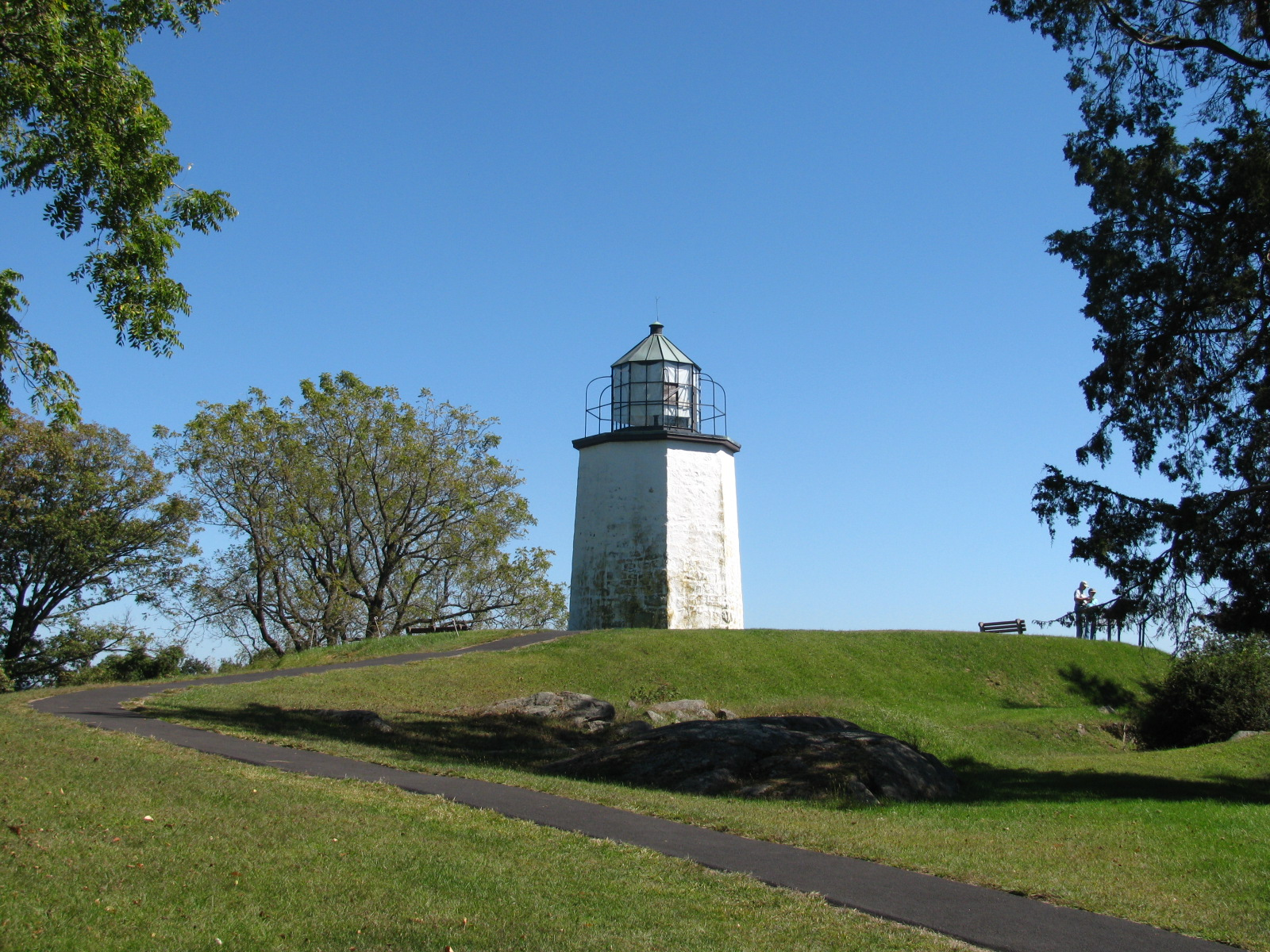
Le phare

### Lien connexe
- Liste des phares de l'État de New York